# Mariya Kazakova
Mariya Kazakova –en ruso, Мария Казакова– es una deportista rusa que compite en piragüismo en la modalidad de aguas tranquilas. Ganó cuatro medallas en el Campeonato Mundial de Piragüismo entre los años 2010 y 2015, y dos medallas en el Campeonato Europeo de Piragüismo entre los años 2011 y 2013.

## Palmarés internacional
| Campeonato Mundial | Campeonato Mundial          | Campeonato Mundial | Campeonato Mundial |
| Año                | Lugar                       | Medalla            | Competición        |
| ------------------ | --------------------------- | ------------------ | ------------------ |
| 2010               | Poznań (Polonia)            | Medalla de plata   | C2 500 m           |
| 2010               | Poznań (Polonia)            | Medalla de bronce  | C1 200 m           |
| 2011               | Szeged (Hungría)            | Medalla de plata   | C1 200 m           |
| 2015               | Milán (Italia)              | Medalla de plata   | C2 500 m           |
| Campeonato Europeo |                             |                    |                    |
| Año                | Lugar                       | Medalla            | Competición        |
| 2011               | Belgrado (Serbia)           | Medalla de oro     | C1 200 m           |
| 2013               | Montemor-o-Velho (Portugal) | Medalla de oro     | C1 200 m           |